# JR Central Towers
JR Central Towers (яп. ジェイアール セントラルタワーズ Джэа:ру сенторарутава:дзу) — многофункциональный комплекс состоящий из небоскребов башен-близнецов, расположен в районе Накамура, города Нагоя, префектуры Айти, региона Тюбу, в Японии. Он расположен на станции Нагоя и служит штаб-квартирой Central Japan Railway Company. Построен 20 декабря 1999 году. Это второе самое высокое здание в городе Нагоя, в префектуре Айти и регионе Тюбу. JR Central Towers восьмой по высоте небоскрёб в Японии по состоянию на 2018 год. Так как небоскрёб JR Central Towers является частью станции Нагои, она является самой большой железнодорожной станцией по площади в мире (если считать по суммарной площади всех помещений — 446 000 м²).
Офисная башня немного выше башни отеля.
Универмаг Takashimaya и отель Nagoya Marriott Associa находятся в башнях.

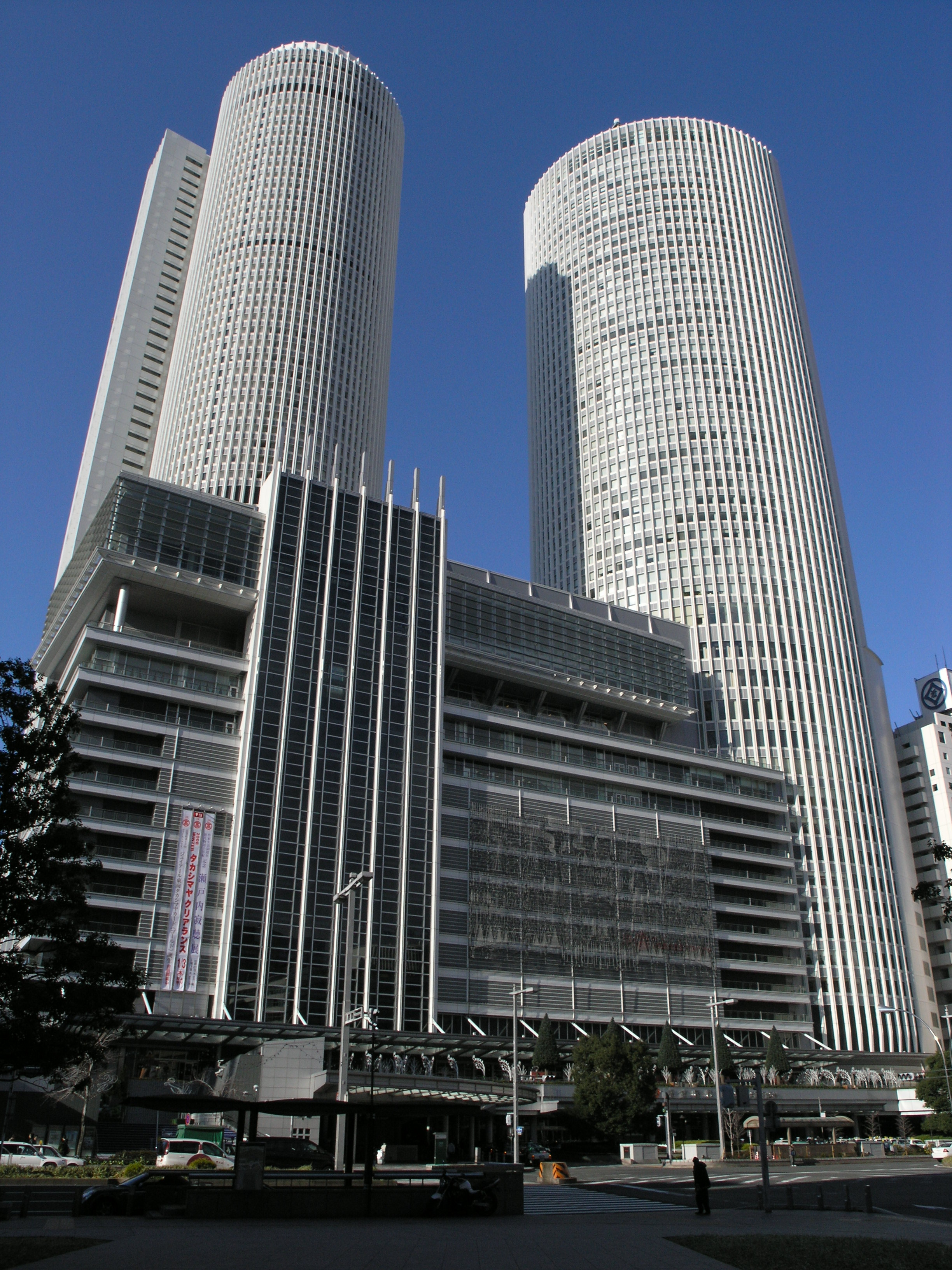
JR Central Towers (31 декабря 2007 г.)
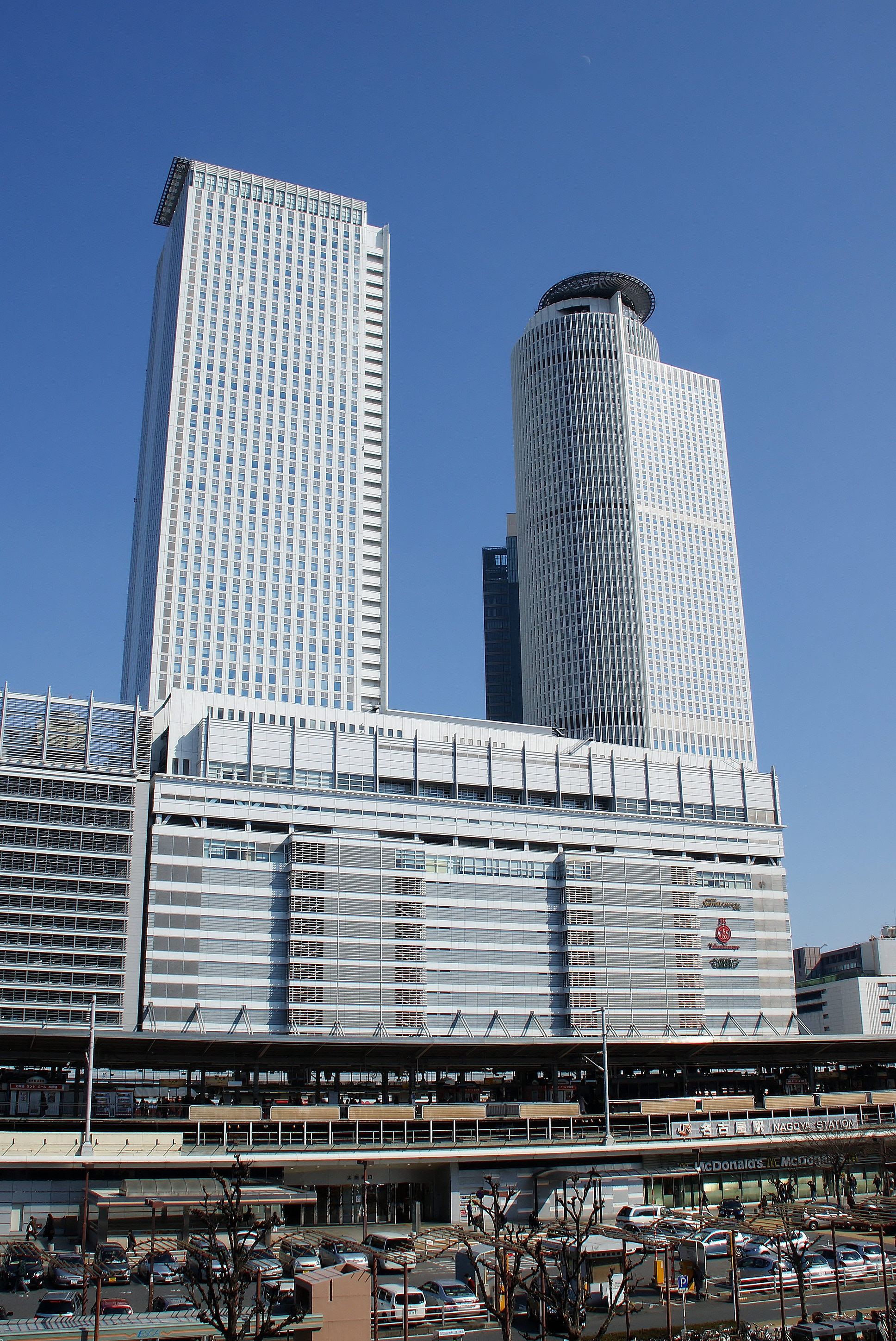
JR Central Towers (20 февраля 2010 г.)
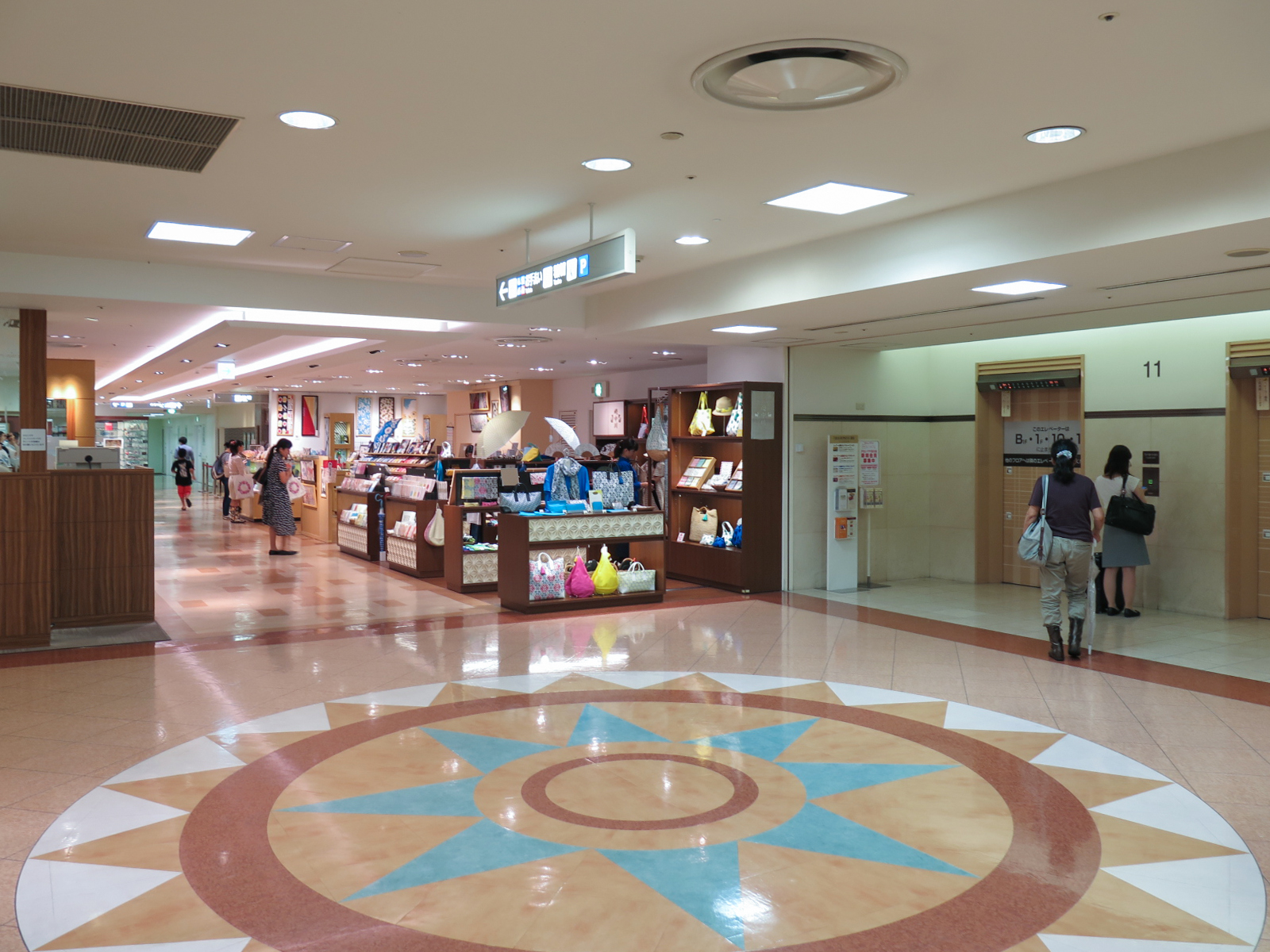
JR Nagoya Takashimaya
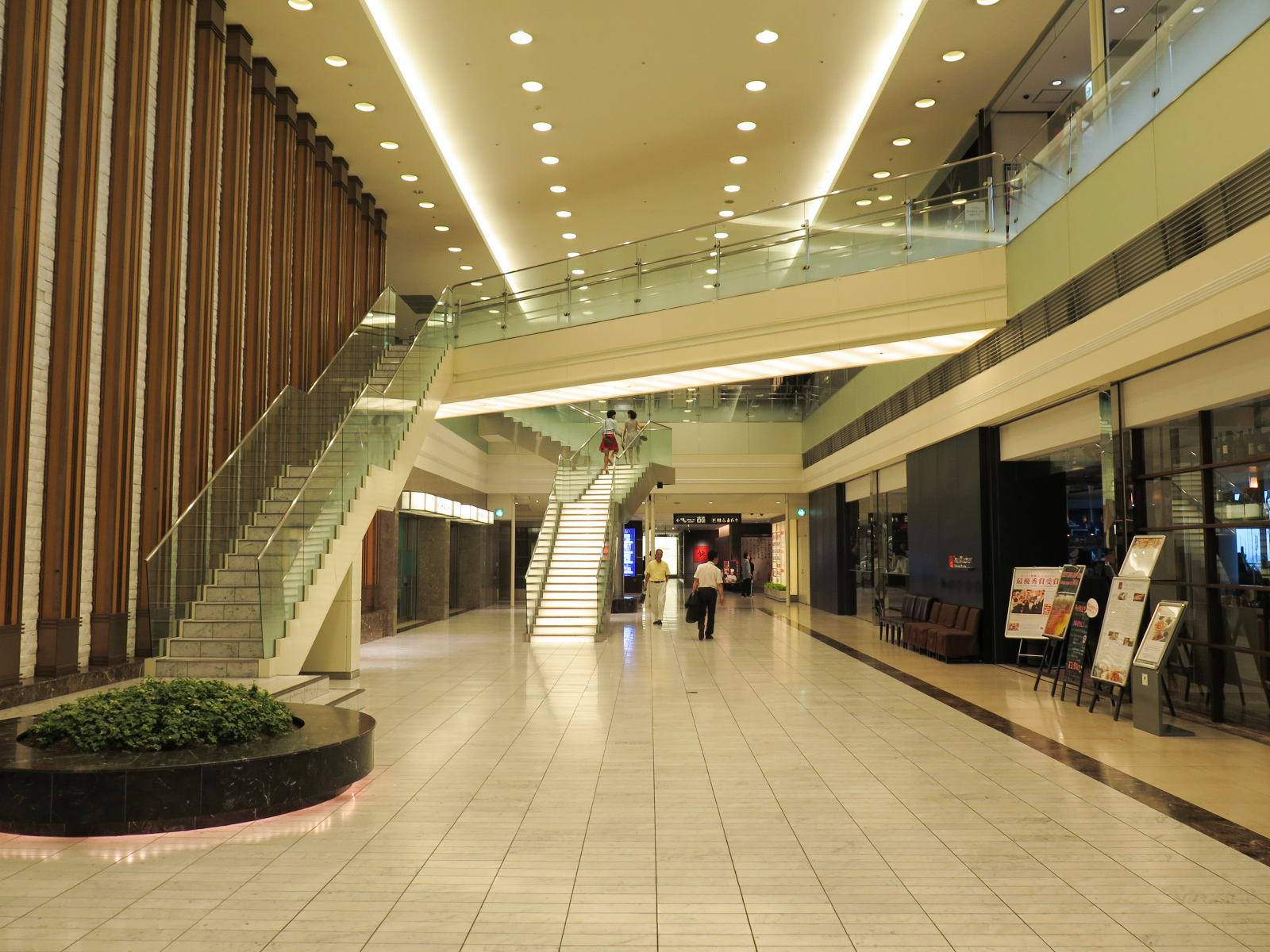
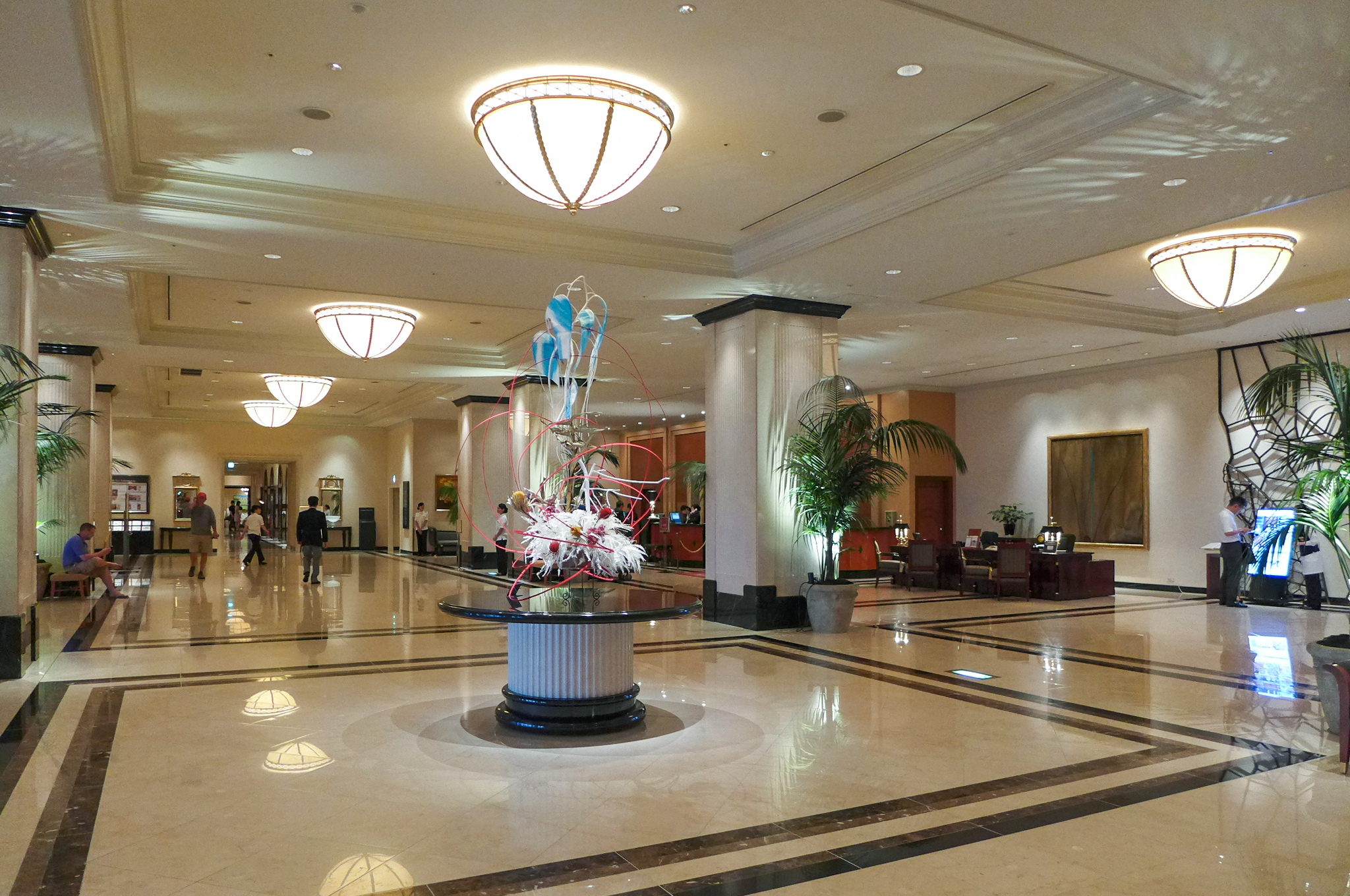
Marriott Associa Hotel